# Sabine G. MacCormack
Sabine G. MacCormack (Frankfurt, 24 de febrero de 1941-South Bend, 16 de junio de 2012) fue una historiadora germano-estadounidense de la Antigüedad tardía y de Hispanoamérica durante el período virreinal.

## Biografía
Nacida como Sabine Oswalt en Frankfurt, Alemania, en 1941, creció viendo la agitación y la violencia de la Segunda Guerra Mundial. Después de recibir su Abitur de un Classical Gymnasium, estudió Clásicas e Historia en la Universidad Goethe de Frankfurt, entre 1960 a 1961, para continuar luego estudiando Historia Moderna en la Universidad de Oxford. Después de graduarse de Oxford con su licenciatura en 1964, obtuvo un diploma en archivos de la Universidad de Liverpool en 1965 donde más tarde trabajó como profesora de Historia Jurídica y Clásica en la Universidad de Sídney hasta 1967.
Después de trabajar en Collins and Sons Publishers durante un tiempo, regresó a la Universidad de Oxford para realizar estudios de doctorado sobre la Antigüedad tardía en la Universidad de Oxford. Obtuvo su doctorado en Oxford en 1974 con una tesis doctoral sobre arte tardoantiguo y el panegírico, bajo la dirección de Peter Robert Lamont Brown, titulada «Adventus and Consecratio: Studies in imperial Art and Panegyric from the late third to the sixth Century».
Tras doctorarse, trabajó en el campo editorial en Phaedon Press hasta 1979 (tiempo durante el cual tradujo varios trabajos académicos), aunque luego le ofrecieron un puesto de profesora asistente titular en la Universidad de Texas en Austin en 1980. En 1982 se trasladó a la Universidad de Stanford para ocupar un puesto conjunto en los Departamentos de Clásicas e Historia. Más tarde aceptó un puesto en el Alice Freeman Palmer Institute como profesora de Historia y en la Universidad de Míchigan como profesora de Clásicos en 1990; posteriormente, en 1999, obtuvo el puesto de profesora en Mary Ann y Charles R. Walgreen para el Estudio del Entendimiento Humano en la Universidad de Míchigan en 1997. En 2003 aceptó el puesto de profesora de la Facultad de Artes y Letras "Reverendo Theodore Hesburgh" (College of Arts and Letters) en la Universidad de Notre Dame.
Si bien su docencia e investigación continúan teniendo un gran impacto, también fue una instructora carismática tanto a nivel de posgrado como de pregrado, inspirando a muchos de sus estudiantes a dedicarse a la Antigüedad tardía como campo de estudio. 
Mujer de fuertes convicciones, disfrutaba invitando a estudiantes y colegas a largas veladas de salón en su casa para hablar sobre la investigación académica y sobre política (ya sea en Stanford, Ann Arbor o South Bend).
Además de su investigación y su docencia, MacCormack fue una consumada artista (trabajó en bocetos y acuarelas), así como una maestra de costura.
MacCormack murió mientras hacía jardinería en su casa el 16 de junio de 2012.

## Trayectoria profesional
MacCormack fue una investigadora prolífica. Ya publicó una Concise Encyclopedia of Greek and Roman Mythology (Glasgow: William Collins and Sons) firmado con su apellido de soltera Oswalt en 1969. Revisó su tesis doctoral que publicó como Art and Ceremony in Late Antiquity (Berkeley y Los Ángeles: The University of California Press) en 1981. Luego pasó a la historia hispanoamericana virreinal y publicó Religion in the Andes: Vision and Imagination in Early Colonial Peru (Princeton: Princeton University Press) en 1991. Regresó al campo de la Antigüedad tardía con su libro The Shadows of Poetry: Vergil in the Mind of Augustine (Berkeley y Los Ángeles: University of California Press) en 1998. Luego publicó On the Wings of Time: Rome, the Incas, Spain, and Peru (Princeton: Princeton University Press) en 2007. Estaba trabajando en, al menos, dos libros en el momento de su muerte y también había publicado más de 60 artículos en revistas académicas y volúmenes editados.

## Premios
Además de las cátedras mencionadas anteriormente, MacCormack ganó muchos premios importantes durante su trayectoria académica. Su libro On the Wings of Time obtuvo el Premio James A. Rawley de Historia del Atlántico, así como el Premio John Edwin Fagg de Historia española, portuguesa y latinoamericana de la Asociación Histórica Estadounidense. Obtuvo becas en Dumbarton Oaks en Historia bizantina y Estudios precolombinos, en 1977 y 1987 respectivamente. En 1997, fue elegida miembro de la Sociedad Filosófica Estadounidense. Se le concedió una beca Guggenheim en 1999, y fue elegida miembro de la Academia Medieval de América en 2000. MacCormack también obtuvo el Premio al Logro Distinguido de la Fundación Andrew W. Mellon en 2001. También fue elegida miembro de la Academia Estadounidense de Artes y Ciencias en 2007.

## Publicaciones
- 1969: Concise Encyclopedia of Greek and Roman Mythology (Glasgow: William Collins and Sons). Como Sabine Oswalt.
- 1981: Art and Ceremony in Late Antiquity (Berkeley and Los Angeles: The University of California Press)
- 1991: Religion in the Andes: Vision and Imagination in Early Colonial Peru (Princeton: Princeton University Press).
- 1998: The Shadows of Poetry: Vergil in the Mind of Augustine (Berkeley and Los Angeles: the University of California Press).
- 2007: On the Wings of Time: Rome, the Incas, Spain, and Peru (Princeton: Princeton University Press).